# Зейдман, Борис Исаакович
Борис Исаакович Зейдман (28 января [10 февраля] 1909, Санкт-Петербург, Российская империя — 1 января 1982, Ташкент, Узбекская ССР, СССР) — советский композитор и музыкальный педагог. Народный артист Узбекской ССР (1978). Заслуженный деятель искусств Азербайджанской ССР (1956) и Узбекской ССР (1964).

## Биография
Родился в семье студента Санкт-Петербургской консерватории Исаака Яковлевича Зейдмана (1871—1942) и Раисы Мироновны Зейдман (в девичестве Брусиловской, 1877—1942) — из семьи александрийского мещанина, винокуренного мастера Меера Брусиловского. Двоюродный брат — писатель Михаил Эммануилович Козаков.
Окончил Ленинградскую консерваторию по классу композиции М. О. Штейнберга (1931), в 1936 году под его же руководством окончил аспирантуру. Преподавал теоретические дисциплины в музыкальных училищах Саратова и Ленинграда. В 1936—1939 годах также преподавал композицию и инструментовку в Ленинградской консерватории.
В 1939—1957 годах работал в Азербайджане. Преподавал в Азербайджанской государственной консерватории, с 1949 года профессор. С 1944 года заместитель председателя, затем в 1949—1953 годах ответственный секретарь правления Союза композиторов АзССР. Автор статей, посвящённых творчеству азербайджанских композиторов. Среди бакинских учеников Зейдмана, в частности, Фикрет Амиров и Мурад Кажлаев.
В дальнейшем работал в Узбекистане, с 1957 года профессор Ташкентской консерватории.
Скончался 1 января 1982 года, похоронен на Боткинском кладбище Ташкента.

### Семья
- Сестра — Эсфирь Исааковна Берлинер, была замужем за литературоведом Григорием Осиповичем Берлинером (1899—1943).
- Дядя — Марк Миронович Брусиловский (1879—1932), социал-демократ (меньшевик), неоднократно подвергался арестам и высылкам, в советское время работал бухгалтером[3].
- Жена — Эсфирь Исааковна Зейдман (урождённая Шимель, 1904—1998).

## Сочинения
- оперы:
  - 1941 — «Гнев народный» (совм. с А. Бадалбейли, Баку),
  - 1945 — «Маскарад» (по М. Лермонтову, Баку),
  - 1949 — «Горе от ума» (по А. Грибоедову, Баку),
  - 1955 — «Сын полка» (по В. Катаеву, Баку),
  - 1958 — «Зайнаб и Омон» (совм. с Т. Садыковым, Ю. Раджаби и Д. Закировым, Ташкент),
  - 1968 — «Двенадцатая ночь» (по В. Шекспиру, Ташкент),
  - 1970 — «Русские люди» (по К. Симонову, Ташкент);

- балеты:
  - 1957 — «Золотой ключик» (по А. Толстому, Баку), либретто А. Бадалбейли,
  - 1962 — «Человек, который смеётся» (по В. Гюго, Ташкент),
  - 1965 — «Сорока-воровка»,
  - 1967 — «Дракон и солнце» (Самарканд);
  - 1942 — музыкальная комедия — «Швейк на германской службе»,
  - 1959 — «Ферганский рассказ» (совместно с Т. Джалиловым, Ташкент),
  - 1964 — «Сын женится» (совместно с Ю. Раджаби и С. Юдаковым, Ташкент);

- для оркестра:
  - 1941 — драматическая симфония «Хосров и Ширин»,

- симфонии:
  - 1966 — «Песни борьбы»
  - 1971 — «Дни весны» — для струнного оркестра,

- увертюры на азербайджанские народные темы
  - 1949 — увертюра,
  - 1950 — увертюра
  - 1951 — увертюра

- 1954 — Рапсодия;

- концерты:
  - 1963 — концерт;
  - 1970 — концерта;

- концерты с оркестром:
  - 1931 — концерт для фортепиано,
  - 1935 — концерт для фортепиано,
  - 1968 — для скрипки,
  - 1938 — концерт для альта,
  - 1964 — концерт для альта,
  - 1938 — концерт для фагота,
  - 1949 — концерт для виолончели;

- струнные квартерты:
  - 1945 — квартет;
  - 1963 — квартет;
  - 1971 — квартет;
  - 1965 — фортепианный квинтет,

- для фортепиано:
  - 1946 — соната,

- сонатины:
  - 1970 — сонатина,
  - 1971 — сонатина,

- - 1945 — 24 детские пьесы;

- для голоса и фортепиано:
  - романсы;
  - хоры,
  - музыка для театра и кино.

### Ученики
- Кабаков, Абрам Борисович
- Закиров, Нурилла Абдуллаевич

## Награды и звания
- Народный артист Узбекской ССР (1978)
- Заслуженный деятель искусств Узбекской ССР (13.11.1964)[4]
- Заслуженный деятель искусств Азербайджанской ССР (28.12.1956)
- Орден «Знак Почёта» (18.03.1959)[5]